# Cimetière militaire de Dainville
Le cimetière militaire de Dainville, en anglais Dainville British Cemetery, est un cimetière militaire de la Première Guerre mondiale, situé sur le territoire de la commune de Dainville, dans le département du Pas-de-Calais, à l'ouest d'Arras.

## Localisation
Ce cimetière est situé à l'ouest du village, rue du Sentier-du-Souvenir, à la limite des dernières habitations.

## Histoire

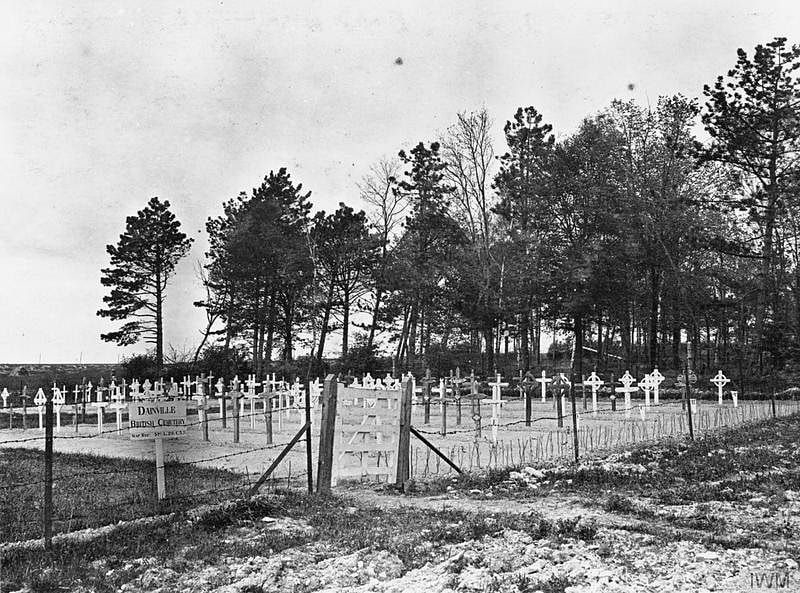
Le cimetière de Dainville en 1920.

Aux mains des Allemands depuis fin août 1914, le secteur de Dainville a été le théâtre de violents combats en avril 1918. Ce cimetière britannique a été commencé à cette date et utilisé jusqu'à ce que les Canadiens prennent le contrôle du village en juillet 1918.
Le cimetière contient 131 sépultures du Commonwealth de la Première Guerre mondiale et quatre sépultures de guerre allemandes.

## Caractéristiques
Ce cimetière a un plan rectangulaire de 32 m sur 15 et est clos par une haie d'arbustes. Il a été conçu par l'architecte britannique William Harrison Cowlishaw.

## Galerie

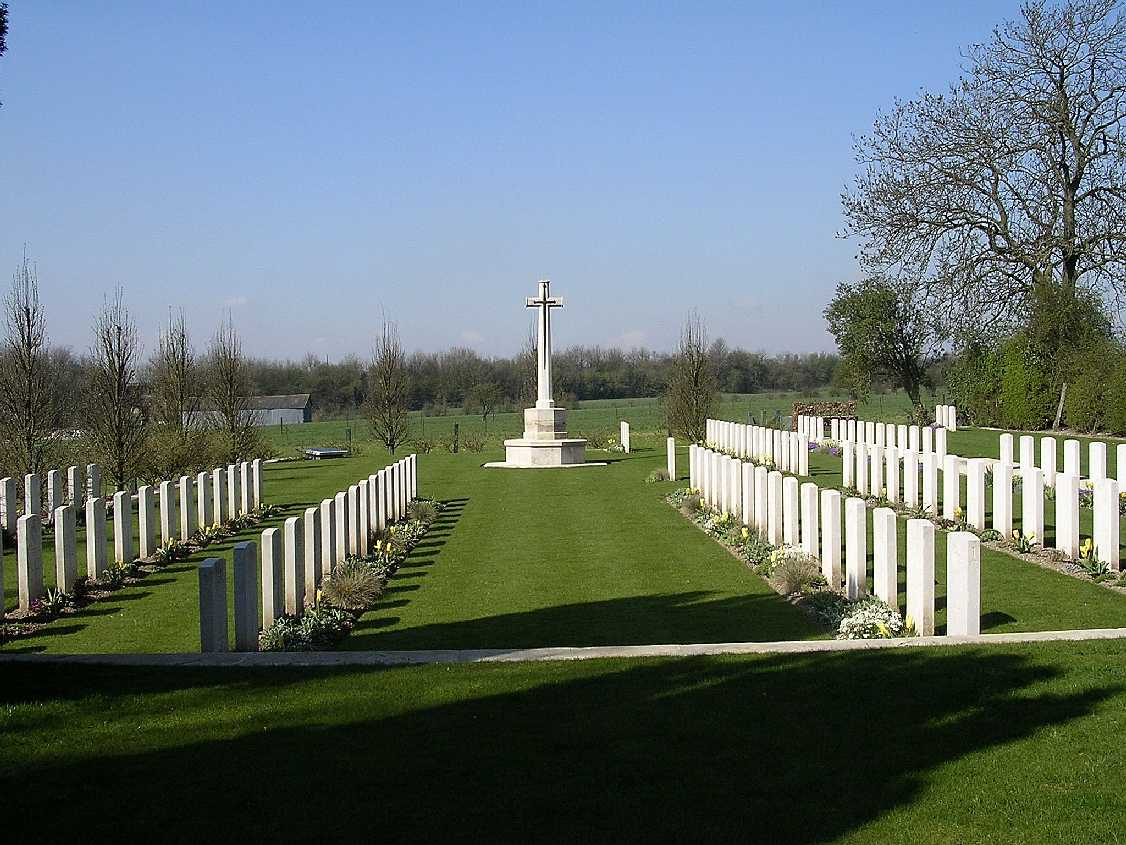
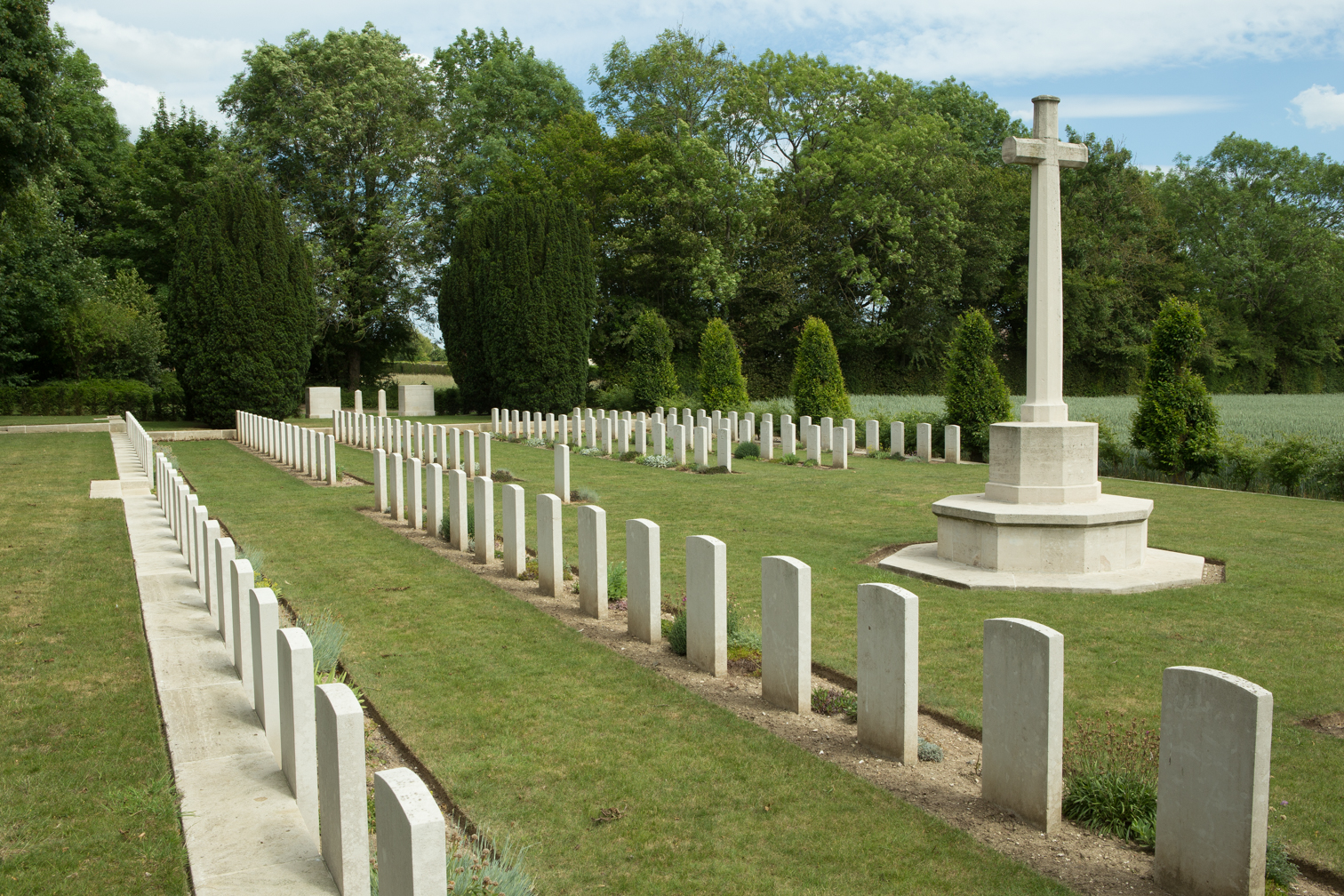
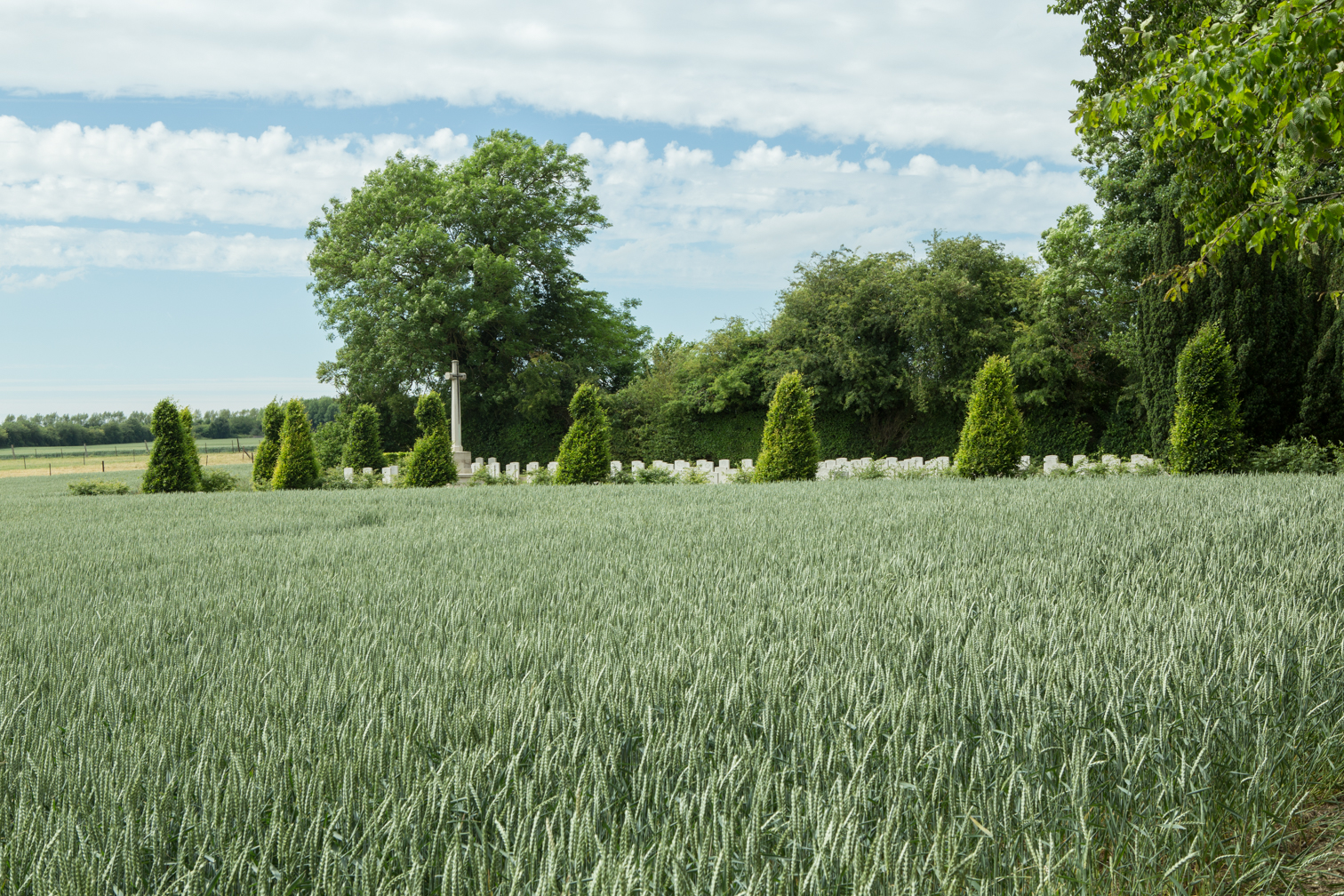
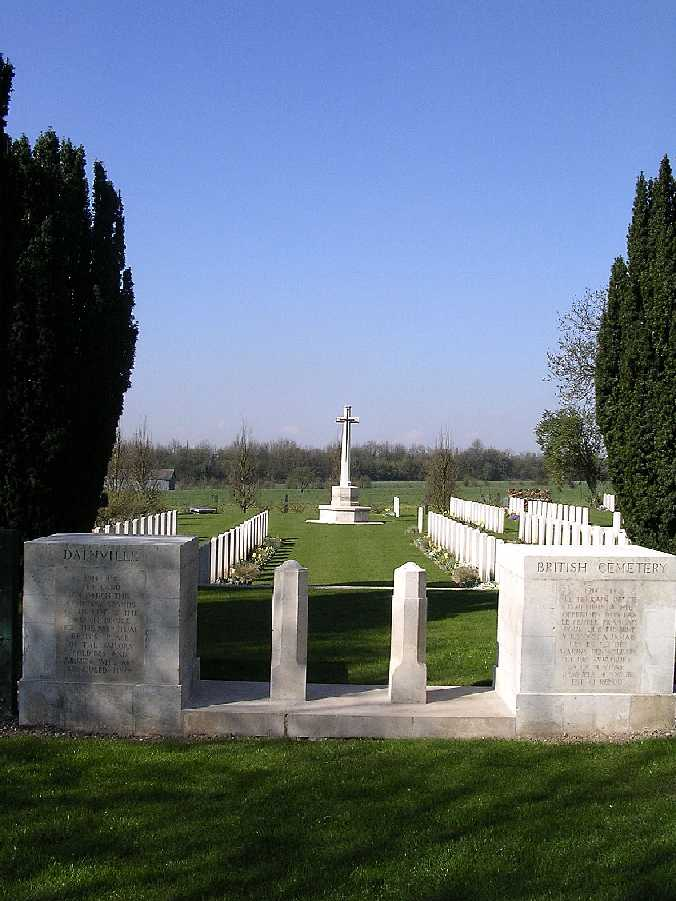
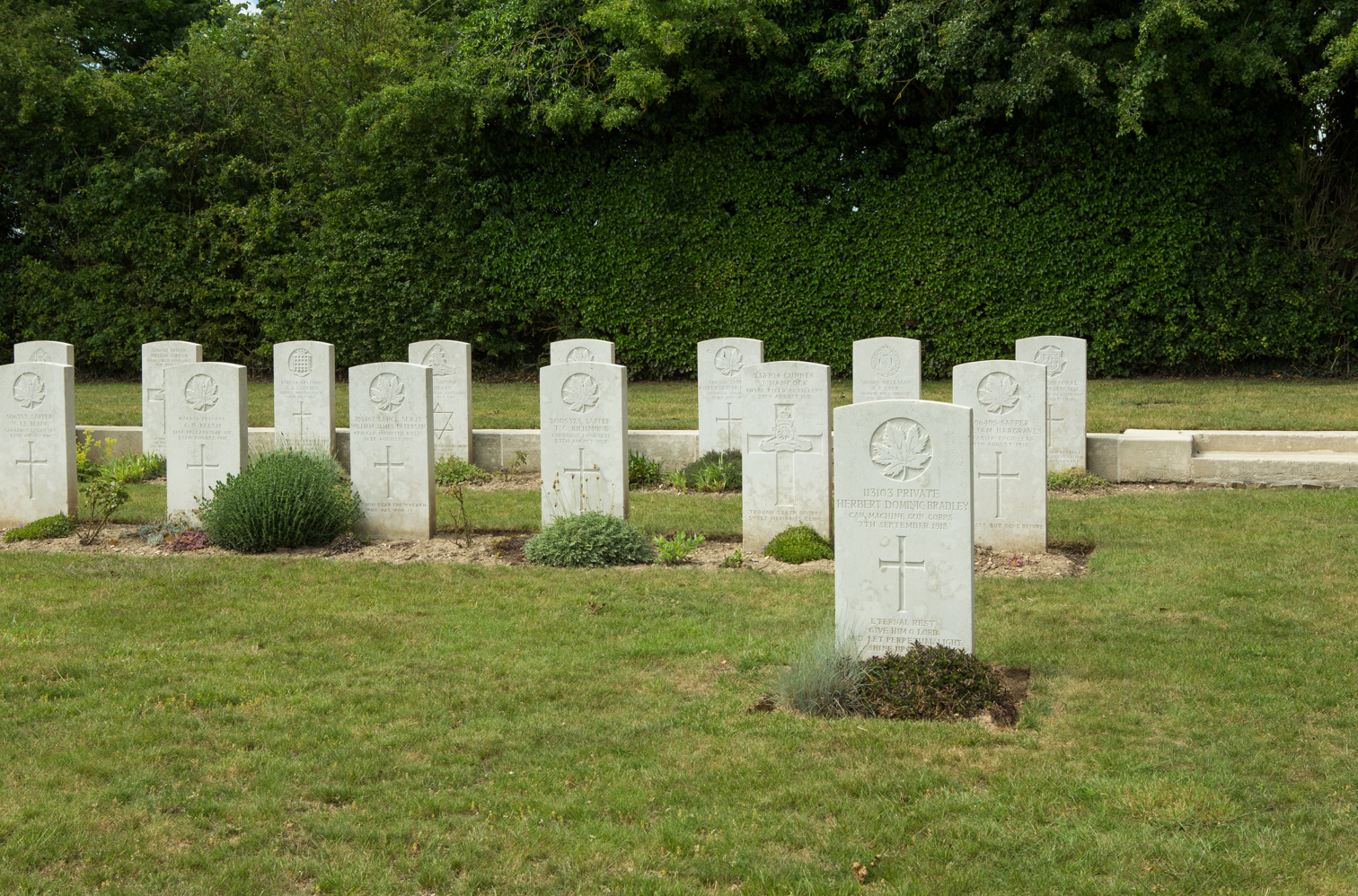
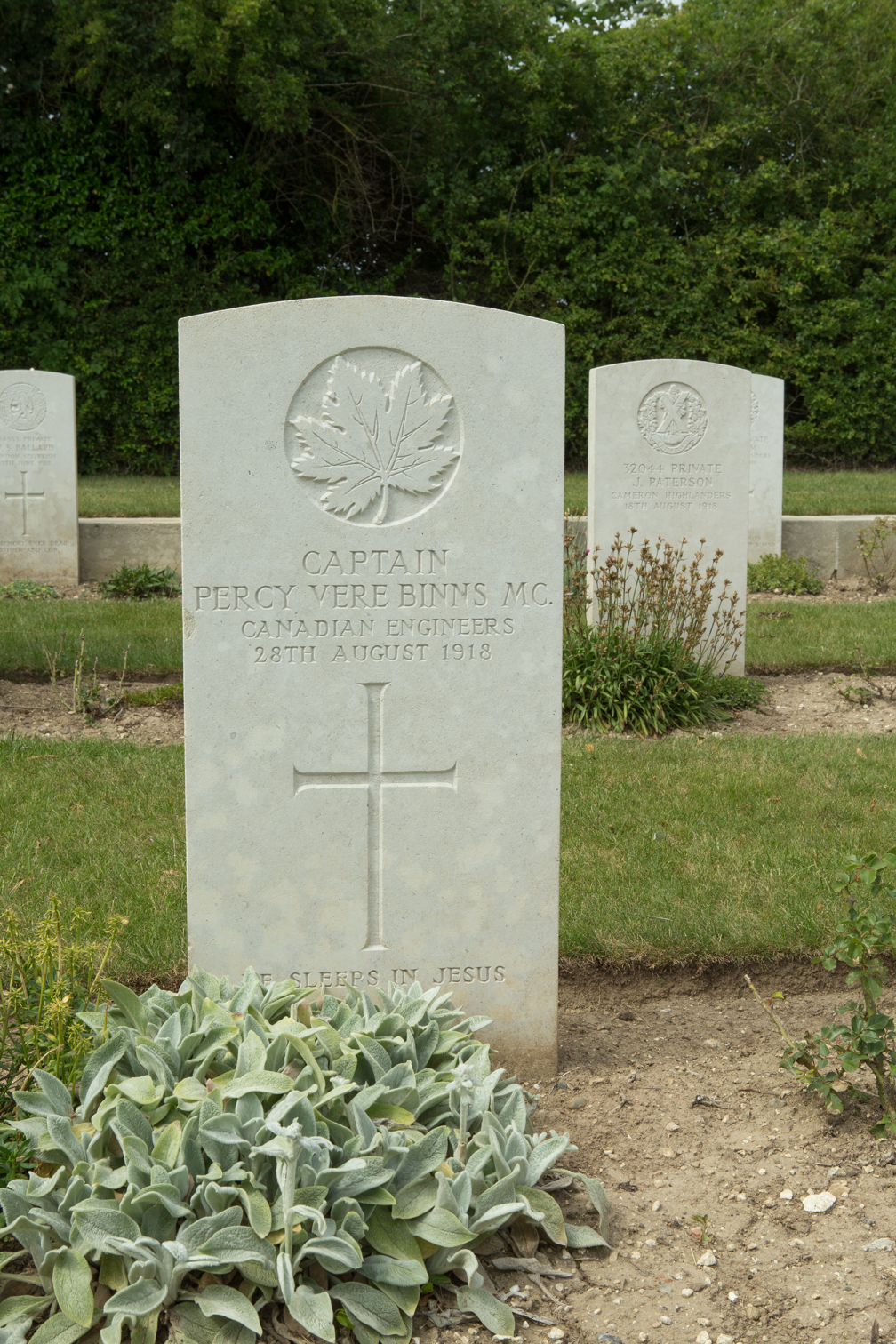

## Sépultures
| Pays        | Sépultures |
| ----------- | ---------- |
| Royaume-Uni | 116        |
| Canada      | 15         |
| Allemagne   | 4          |
| Total       | 135        |

## Pour approfondir